# 遵义会议
遵义会议是中共中央政治局的一次扩大会议。1935年1月15日至17日，红一方面军长征途中占领了贵州遵义，於是順道於當地举行會議，地點在遵义城琵琶桥（后改名子尹路、又改称红旗路）东侧87号。会议改变了原来的三人团（博古、李德、周恩来）领导，增补毛泽东为中共中央政治局常委，形成了张闻天（洛甫）、周恩来、毛泽东等人的新领导集体，毛泽东恢复了对红军的軍事指揮權。

## 背景

长征路线图

1931年中共六届四中全会上，苏联派在苏联共产国际的帮助下实际取得了中共的最高领导权。此后，毛泽东被夺取了军事领导权，其军事战略被放弃。1934年10月中旬，中共中央机关和中央红军（又称红一方面军）在第五次反围剿战役中惨重失败，几乎被国军消滅。中央红军8.6万人被迫撤离根据地，向西突围，开始长征。长征初期，中共中央领导人博古依靠与共产国际有关系的军事顾问李德。李德并不清楚红军的具体情况，指挥能力也并不出色，在一定程度上导致了红军初期的失利。在强渡湘江后，红军和中央机关人员锐减到3万多人。在此影响下，红军内部产生了对博古及李德的不满，一些支持苏联派的中央领导人如王稼祥、张闻天等，也改变态度，转而支持毛泽东的主张。红军根据毛泽东的指挥，改向国民党军队力量薄弱的贵州挺进，并在占领贵州北部重镇遵义后，中共中央政治局在此召开了遵义会议，其目的是为总结第五次反围剿红军一方失败的经验和教训。

## 参加人员
根据陈云的文章，出席遵义会议的人员为：

参加这个会议的同志除政治局正式及候补委员以外，一、三军团的军团长与政治委员林、聂、彭、杨及五军团的政治委员李卓然、李总政主任及刘参谋长都参加了。

### 中央政治局委员
- 博古：中共中央总负责人（总书记）、三人团成员。
- 周恩来：中国工农红军总政委兼红一方面军总政委、中革军委副主席、三人团成员。
- 张闻天：中华苏维埃共和国人民委员会主席（政府首腦）
- 朱德：中华苏维埃共和国中央革命军事委员会（中革军委）主席、中国工农红军总司令、兼红一方面军总司令
- 毛泽东：中华苏维埃共和国临时中央执行委员会主席（国家元首）
- 陈云：全国总工会党团书记、兼任中共中央国统区工作部部长、兼任红五军团中央代表

### 政治局候补委员
- 刘少奇：中共中央职工部部长、全国总工会主席、红八军团中央代表、红五军团中央代表。
- 邓发：中华苏维埃共和国国家政治保卫局局长
- 凯丰：中国共青团中央书记，红九军团中央代表
- 王稼祥：中革军委副主席、中革军委总政治部主任兼红一方面军总政治部主任（六届五中全会上，王稼祥到底是当选为由政治局候补委员还是政治局委员？在1980年代公开出版的书籍多认为其为政治局委员；在1990年代出版的权威著作认定其为政治局候补委员。[2][3]）

### 红军总部和各军团负责人
- 刘伯承：中革军委总参谋长兼红一方面军总参谋长、军委纵队司令员
- 李富春：中革军委总政治部副主任，代行主持总政治部工作、军委纵队政委
- 林彪：红一军团军团长
- 聂荣臻：红一军团政委
- 彭德怀：红三军团军团长
- 杨尚昆：红三军团政委
- 李卓然：红五军团政委

### 列席人员
- 李德：军事顾问、三人团成员。有发言权，没有表决权。
- 伍修权：李德的俄语翻译。属于会议的工作人员。
- 邓小平：《红星报》主编，自称参加遵义会议。（存疑。有资料提示其未列席会议）
- 刘少文：长征开始前不久到遵义后这几个月时间，担任苏区中央局秘书。担任遵义会议记录和秘书工作[4]。

### 其他人员
- 董振堂：红五军团军团长。董振堂在会议快结束时，才到场与会。出处为1957年3月6日遵义会议纪念馆第一任馆长孔宪权带着资料员国瑞臻赴北京采访时杨尚昆的回忆。1980年代初李卓然谈到，在1935年1月遵义城看到过董振堂并有董振堂与会的印象。
- 蔡树藩：红九军团政委，周恩来通知其参加会议，但未能赴会。当时红九军团担负掩护长征主力部队的后卫任务，分驻湄潭一带，红九军团主要领导开会研究后决定蔡树藩、罗炳辉留下继续指挥部队，由尹自勇随凯丰赶赴遵义城开会。
- 罗炳辉：红九军团军团长，周恩来通知其参加会议，但未能赴会。
- 尹自勇：红九军团党委委员、军团青年部长，据1954年6月25日凯丰给尹自勇亲属写信得知：凯丰与尹自勇赴遵义会议。
- 董必武：1950年代遵义会议纪念馆的陈列里被列为与会者。1960年代，遵义会议纪念馆致函董必武办公室查询，回复是没有参加此次会议。
- 林伯渠：1950年代遵义会议纪念馆的陈列里被列为与会者。

## 经过
遵义会议集中解决了当时具有决定意义的军事问题和组织问题。經過三天的激烈討論，會議委託張聞天根據毛澤東發言的內容起草了《中共中央關於反對敵人五次“圍剿”的總結決議》（即遵义会议决议），肯定了毛泽东等关于红军作战的基本原则，否定了以博古、李德等人在军事问题上的主张。

## 会议决定
1. 改组了党中央领导机构，推选毛泽东为政治局常委；
2. 指定洛甫起草决议，委托常委审查后，发至支部讨论；
3. 常委进行适当的分工；
4. 取消三人团，仍由最高军事首长周恩来、朱德为军事指挥者。遵义会议取消了博古、李德的最高军事指挥权，并增选毛泽东为政治局常委，参加中央军事指挥的领导工作。

关于邓小平是否参加过会议的问题：根据陈云于1935年2～3月间的《遵义政治局扩大会议传达提纲》中，清楚记录：“参加这个会议的同志除政治局正式及候补委员以外，一、三军团的军团长与政治委员林聂、彭杨及五军团的政治委员李卓然、李总政主任及刘参谋长都参加。”在遵义会议纪念馆的陈列里，杨尚昆同志提供的遵义会议与会人员18人的照片，陈列展出相当长一段时间。上个世纪的六十年代，有人提出董老与林老是否参加了遵义会议的疑问。经遵义会议纪念馆致函董必武办公室查询，回复是没有参加。根据有关的历史资料，也查出林老没有出席这次会议。这样，遵义会议的与会人员，便由18人减为16人。
1958年11月，邓小平同志来到遵义，在遵义会议会议室向陪同人员谈到他出席这次会议的情况，并指出他具体的坐位。事隔几年，遵义会议纪念馆便将小平同志列为此次会议的参加者。文化大革命来了，造反派又将邓小平同志从遵义会议会议室开除出去。此次会议的与会者又由17人变为16人。1958年，参加过遵义会议的杨尚昆（中共中央办公厅主任）回答“对此事记不清楚”。一九五九年五月十五日中共中央办公厅秘书局在给遵义会议纪念馆的复函中称“关于邓小平同志是否参加遵义会议的问题，我们没有这方面的材料，无法证明。”（邓小平时为中共中央政治局常委，总书记，国务院副总理，位列第六的领导人）。美国记者索尔兹伯里记述一九八四年十月二十六日晚，杨尚昆在北京饭店称七十年代初（杨1966年后被监护审查（软禁），直到1975年）曾听周恩来说邓临时做过会议记录员。八十年代，根据邓小平（时为实际的最高领导人）的暗示（如一九五八年十一月十三日的《贵州日报》），此后出版的书刊都在正式参加人员名单中增加了邓小平（如伍修权所著《我的历程》）。

## 影响及意义
遵义会议解决了红军当时最紧迫的军事问题，对第五次反围剿战争的失败进行了总结，初步确立了毛泽东在军事上的领导地位。但是组织上仍保留了亲共产国际的势力，废黜了博古的总书记职务，以洛甫负总责。中共中央从1935年1月到1945年6月没有选举总书记或主席，有时为了工作方便对外称洛甫为总书记到1937年。環球網評論認爲，遵義會議是中国共产党历史上一个生死攸关的转折点，“在极端危急的关头，挽救了红军，挽救了党，挽救了中国革命”，是中共由幼稚走向成熟的重要标志。

### 引用
1. ↑  [2001年《党的文献》第4期发表的陈云1935年10月15日《在共产国际执行委员会书记处会议上关于红军长征和遵义会议情况的报告》]
2. ↑  “临时中央在江西瑞金召开了六届五中全会，到会的除中央委员和候补中央委员，还有各省的代表……全会补选了中央委员及候补委员；改选了政治局，秦邦宪、张闻天、周恩来、项英、陈绍禹、陈云、康生、任弼时、张国焘、毛泽东、顾作霖、朱德为委员，刘少奇、王稼祥、关向应、邓发、何克全(即凯丰)为候补委员……”中共中央组织部《党的组织工作大事记》编写组编：《中国共产党组织工作大事记》，辽宁人民出版社1992年12月版，第112页。
3. ↑  “稼祥从1931年起，任中央军委副主席、总政治部主任、外交部长，1934年增选为中央政治局候补委员……”。见王稼祥夫人朱仲丽著：《毛泽东、王稼祥在我的生活中》，中共中央党校出版社1995年10月版，第135页。
4. ↑  刘少文：被遗忘的遵义会议参加者  的存檔，存档日期2015-02-26.
5. ↑  . 新浪网. 2006-08-01  [2022-10-26]. （原始内容存档于2020-04-12）.
6. ↑  . 环球网.   [2020-05-21]. （原始内容存档于2022-03-06）.